# Авгієві стайні

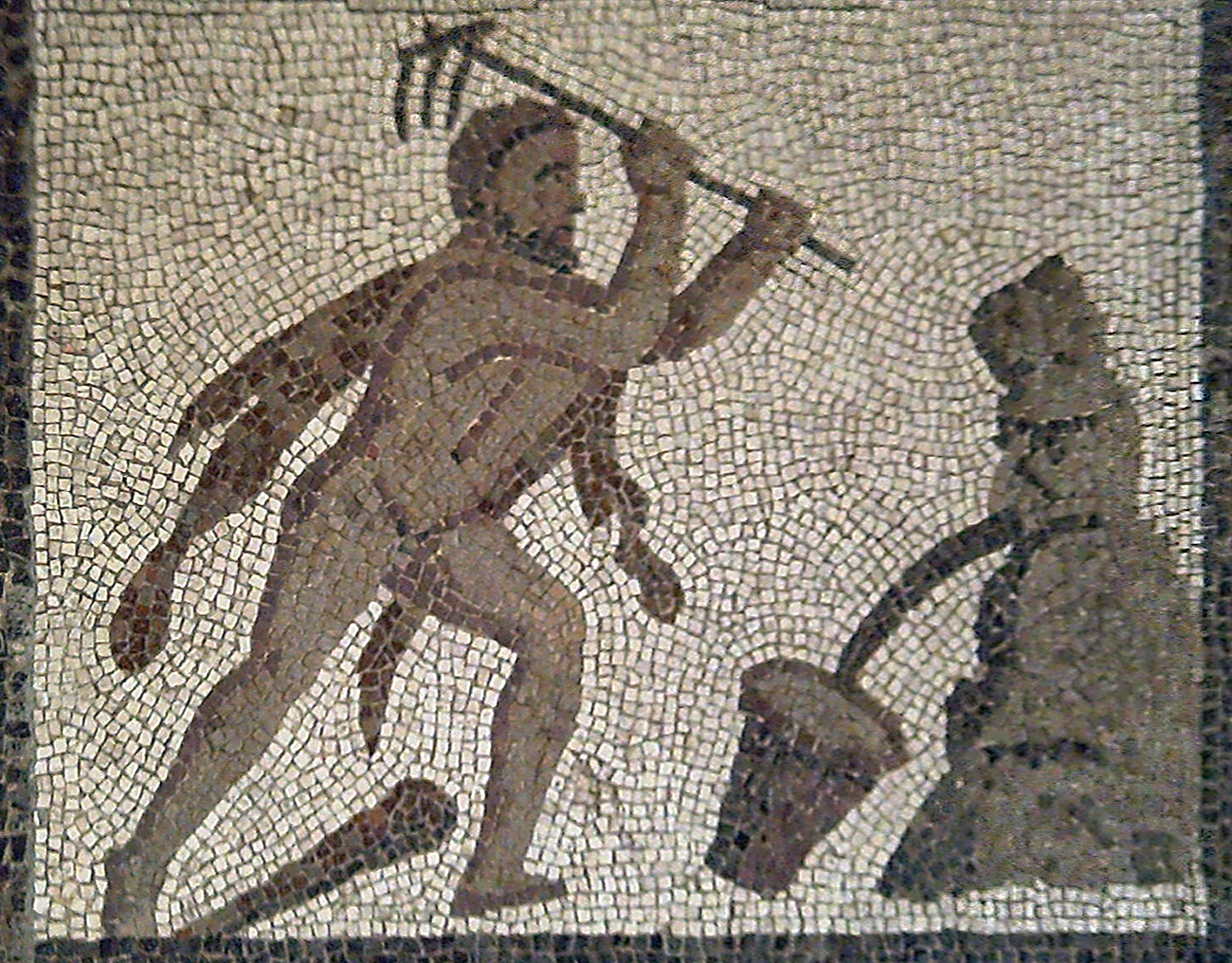
Римська мозаїка з Лірії (Іспанія), що зображує подвиг Геракла (спрямування вод річки до стаєнь)

А́вгієві ста́йні — в грецькій міфології обора царя Еліди Авгія, що мав багато худоби й не чистив обору від гною 30 років. Геракл спрямував води річки на Авгієві стайні й вичистив їх за один день, не забруднившись, що стало п'ятим (за іншими джерелами сьомим) подвигом Геракла. У винагороду Авгій обіцяв йому десяту частину своєї худоби, але не дотримав слова. Між ними спалахнула війна, що закінчилася смертю Авгія, спадкоємцем якого за згодою Геракла став його син Філей.
У сучасній мові крилатий вираз авгієві стайні означає надзвичайно забруднене місце, велике безладдя або вкрай занедбані й заплутані справи.

## Авгієві стайні

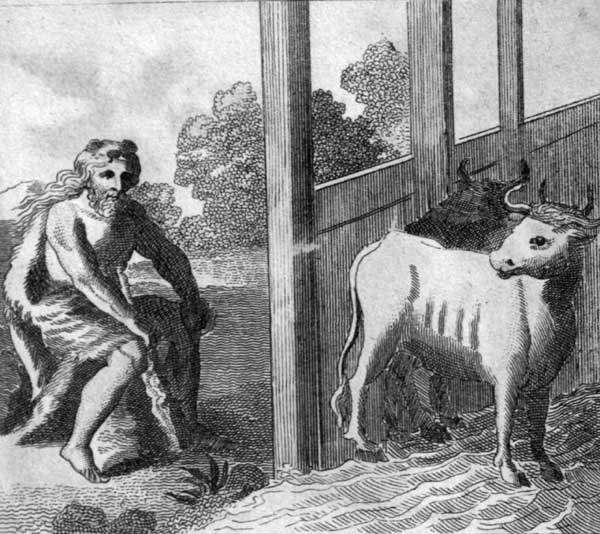
Геракл і Авгієві стайні

Цар Еліди Авгій був сином бога Геліоса (або Елея чи Посейдона), тому мав від батька покровительство в тому, що стада його худоби не хворіли і плодилися. Завдяки цьому Авгій став найбагатшим правителем, а стада охороняли дванадцять білих биків з їх числа. Оскільки худоба все одно не хворіла, за стайнями не доглядали, а сморід від них розносився по всіх околицях. Через це навколо спалахували хвороби, а гній покривав землі таким товстим шаром, що їх не можна було орати.

## Очищення стаєнь
Еврістей дав завдання Гераклу очистити Авгієві стайні за один день, думаючи принизити його. Геракл, прибувши до Авгія, поставив умову, що забере десяту частину його худоби, якщо зможе вичистити стайні до настання темряви. Той погодився, але послав свого старшого сина Філея наглядати за героєм. Біля стаєнь на Геракла накинувся один з білих биків-охоронців, якого герой, схопивши за роги, поборов.
За порадою елійця Менедама і за допомоги свого небожа Іолая Геракл проламав стіни стаєнь і спрямував туди води річки Алфей (або Пеней чи Меній). Потік змив увесь гній, таким чином завдання було виконано, а герой попри сподівання Еврістея при цьому не забруднився.
Авгій, дізнавшись про це, відмовився дотриматися угоди і навіть заперечував, що взагалі укладав її. Коли Геракл подав позов до третейського суду, Авгій прогнав суддів, сказавши, що його стайні очистив бог річки. Еврістей також не визнав подвигу, говорячи, що Геракл здійснив його задля винагороди від Авгія.

## Помста Авгію

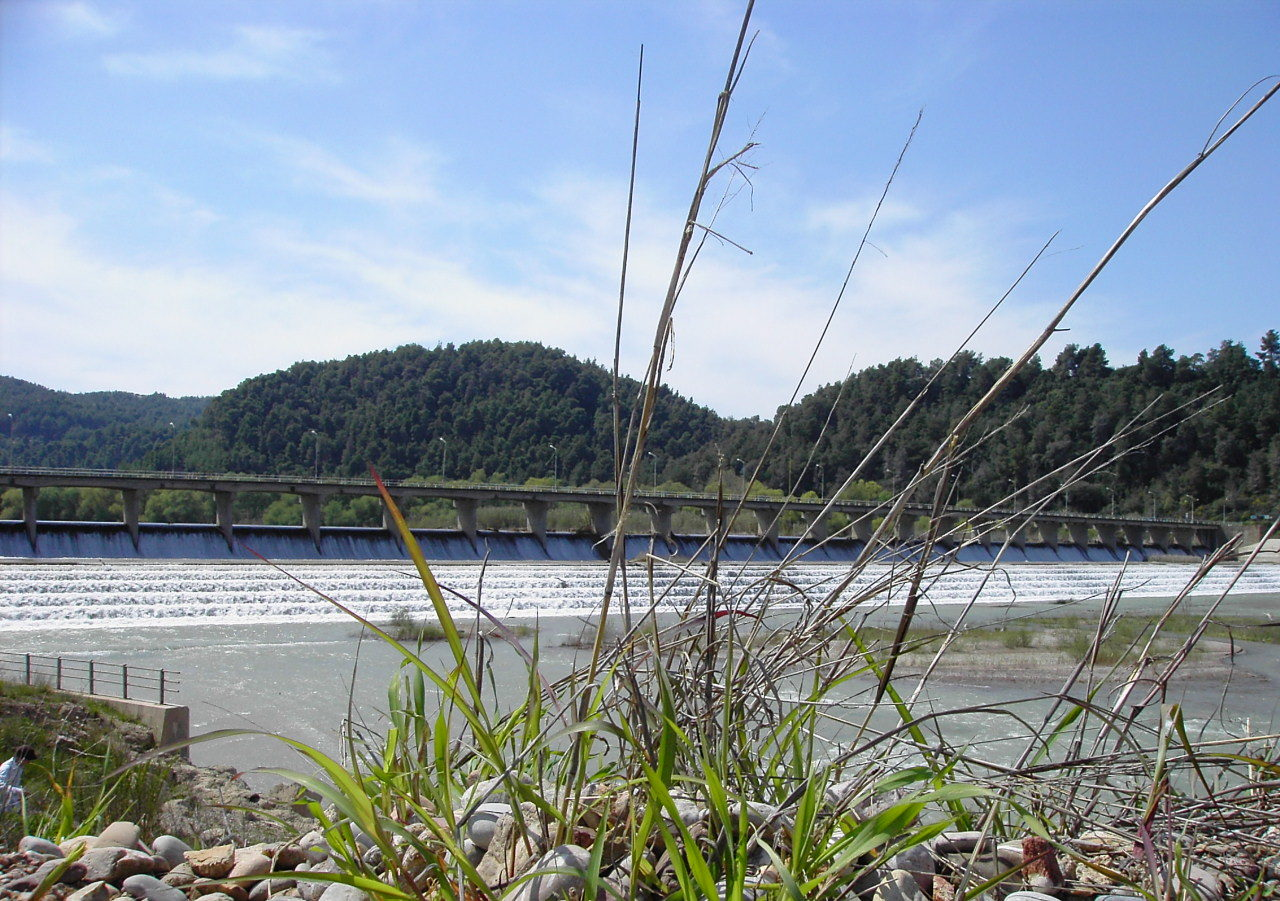
Сучасна гребля на річці Алфей

За якийсь час Геракл, звершивши інші подвиги, зібрав військо тіринфців, аркадців і добровольців з найкращих грецьких сімей інших земель, з яким вирушив на війну з Авгієм. Цар передбачив це і також приготувався до війни, поставивши воєначальниками Евріта і Ктеата, синів свого брата Актора (званих Моліонами за своєю матір'ю, щоб відрізняти їх від синів іншого Актора). Однак Геракл захворів і його військо було розбите в Еліді. Тільки завдяки втручанню коринфців було укладено так званий Істмійський мир. Геракл вшанував загиблих тим, що передав їм почесті, якими був нагороджений за вбивство Немейського лева.
Еврістей звинуватив Геракла у спробі відібрати трон Авгія і вигнав його з Тіринфу. Зі своєю матір'ю Алкменою і небожем Іолаєм герой переселився у Фінею, де прославився риттям каналів і ям для збору води.
Дізнавшись, що Моліони ідуть подивитися на Істмійські ігри та принести там жертви, Геракл спланував помсту і влаштував засідку, де й застрелив їх з лука. Міліона стала вимагати в Еврістея відшкодувати смерть її синів на основі того, що Геракл був з Тіринфу. Отримавши відмову, вона звернулася до коринфців, щоб ті не допускали нікого з аргів'ян до Істмійських ігор. За небажання посприяти їй, вона прокляла всіх елійців, які візьмуть участь в іграх, тому відтоді більше ніхто з елійців не прибував на Істмійські ігри.
Тим часом Геракл зібрав нове військо в Аргосі, Фівах та Аркадії. Цього разу він сам брав участь у битві, в ході якої знищив військо Авгія і розграбував місто Еліду. Самого царя він убив, а трон отримав Філей. Все ж бажаючи процвітання Еліді, Геракл розпорядився, щоб вдови вбитих ворогів повиходили заміж за його воїнів. Жінки вимолили в богині Афіни аби вони могли зачати з першого ж разу і скоро Еліда знову стала багатолюдною.

## Трактування міфу про Авгієві стайні
Очищення Авгієвих стаєнь пов'язується з традиційним випробуванням для претендента на царський престол. Цей обряд був відомий на значній території Європи і згадується в численних міфах і казках як певне непосильне завдання, котре героєві належить символічно виконати за один день. В основному кельтському варіанті воно полягало в приборканні биків, розчищенні пагорбів від рослинності й оранці биками отриманого поля. Обряд, як вважав Роберт Грейвс, знайшов свій відгук у міфах про Ясона, де герой приборкує биків, оре поле та долає вирослих на ньому воїнів. У випадку Геракла місцевість слід було очистити від гною, імовірно ця деталь походить від імені Еврістеєвого глашатая — Копрей («гнойовий»). Дванадцять білих биків, які охороняли стада, пов'язуються з місячним календарем. Елідським царям належало мати священне стадо з символічним числом поголів'я — 360. Тобто, за кількістю днів у році, де не враховуються 5 днів свят.
Міф можна інтерпретувати і як символічне зображення зіткнення первісної стихії, втіленої в герої-одинакові, з силою держави. В міфі про Авгієві стайні також вбачається алегорія класової боротьби, в якій наймит Геракл втілює працю, а глитай Авгій — капітал.